# Dun Karm Psaila
Pour les articles homonymes, voir Karm et Psaila.
Dun Karm Psaila (né le 18 octobre 1871, mort le 13 octobre 1961) est un poète maltais.

## Biographie
Il a écrit l'hymne national maltais L-Innu Malti (L'hymne de Malte), lequel fut adopté en 1945. Il est considéré comme étant le poète national de Malte.